# Die Wacht am Rhein
A Die Wacht am Rhein (magyarul: Az őrség a Rajnánál) egy politikai színezetű német dal, ami a Heil dir im Siegerkranz című dal mellett 1871-től a Német Császárság nem hivatalos himnuszaként funkcionált. Szövegét 1840-ben Max Schneckenburger szerezte. Népszerűvé 1854 márciusától, a későbbi I. Vilmos császár ezüstlakodalmán, Carl Wilhelm kórusvezető megzenésítésével és nagy sikerű előadásával kezdett válni, amely népszerűség az 1870–71-es porosz–francia háború idején csak tovább nőtt.

## Szövege
| Eredeti német szöveg | Magyar szöveg |
| --- | --- |
| 1. Es braust ein Ruf wie Donnerhall, wie Schwertgeklirr und Wogenprall: Zum Rhein, zum Rhein, zum deutschen Rhein, wer will des Stromes Hüter sein? Refrén Lieb Vaterland, magst ruhig sein, Fest steht und treu die Wacht, die Wacht am Rhein! 2. Durch Hunderttausend zuckt es schnell, und aller Augen blitzen hell; der Deutsche, bieder, fromm und stark, beschützt die heil'ge Landesmark. Refrén 3. Er blickt hinauf in Himmelsau'n, wo Heldenväter niederschau'n, und schwört mit stolzer Kampfeslust: Du Rhein bleibst deutsch wie meine Brust! Refrén 4. Und ob mein Herz im Tode bricht, wirst du doch drum ein Welscher nicht. Reich, wie an Wasser deine Flut, ist Deutschland ja an Heldenblut! Refrén 5 Solang ein Tropfen Blut noch glüht, noch eine Faust den Degen zieht, und noch ein Arm die Büchse spannt, betritt kein Feind hier deinen Strand! Refrén 6. Der Schwur erschallt, die Woge rinnt die Fahnen flattern hoch im Wind: Am Rhein, am Rhein, am deutschen Rhein wir alle wollen Hüter sein. Refrén | 1. Kiáltás harsan, mint mennydörgés, Mint kardcsörtetés és hullámverés A Rajnához, a Rajnához, a német Rajnához, Ki akar a folyam őrzője lenni? Refrén Drága haza, nyugodt lehetsz, Szilárdan áll és hűséges az őrség, az őrség a Rajnánál! 2. Százezrek révén gyorsan megrezdül, És mindenki szeme fényesen felragyog; A német becsületes, ájtatos és erős, Megvédi a szent határvidéket. Refrén 3. Felpillant az égi mezőkre, Ahonnan hősapái letekintenek, És büszke harci kedvvel esküszik meg rá: Rajna, Te német maradsz, akár a mellkasom! Refrén 4. És ha a halál a szívemet össze is töri, Te így mégsem válsz franciává. Gazdag, mint áradatod vízben, Németország hősi vérben! Refrén 5. Amíg egy csepp vér is hevül, Egy marék is kardot ránt, És egy kar is puskát ragad, Itt nem lép ellenség a partodra! Refrén 6. Eskü hangzik, emberfolyam hullámzik, A zászlók magasan lengenek a szélben: A Rajnánál, a Rajnánál, a német Rajnánál, Mi mindannyian őrök akarunk lenni. Refrén |

## Fordítás
Ez a szócikk részben vagy egészben  a   Die Wacht am Rhein című német Wikipédia-szócikk ezen változatának fordításán alapul.  Az eredeti cikk szerkesztőit annak laptörténete sorolja fel. Ez a jelzés csupán a megfogalmazás eredetét és a szerzői jogokat jelzi, nem szolgál a cikkben szereplő információk forrásmegjelöléseként.